# 赤门·罗布旺杰

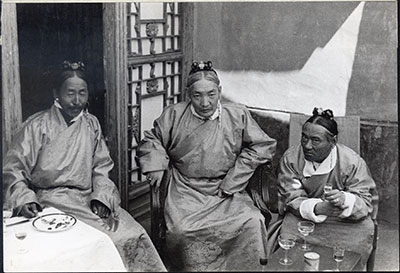
赤门（中）在英國駐拉薩使團午餐

赤门·罗布旺杰（藏語：ཁྲི་སམོན་ནོར་པུ་དབྱང་རྒྱལ་，威利转写：khri smon nor bu dbang rgyal，1874年—1954年），西藏贵族，西藏噶厦官员。

## 生平
1913年，升任为藏军总司令，1914年升任噶伦，1926年升任首席噶伦，之后一直任至1936年辞职，其担任噶伦的时间在西藏历史上是无与伦比的。他为人机智，经验丰富，且又有政治头脑，老成练达，在1933年十三世达赖喇嘛圆寂後，曾一度掌控了整个噶厦，成为最有权势的人物。
在1934年龙厦·多吉次杰的改革运动中，据传他被当做暗杀对象，但他成功地利用宗教力量阻止了龙厦的改革运动，并打压了龙厦势力，其权势也得到了发展。在协助寻访十三世达赖喇嘛的转世灵童时，由于其过度膨胀的权势引起西藏摄政五世热振不满，并计划翦除他的势力。随后在热振的计划下，赤门主动向热振提出辞职。按照之前他和热振的商议，热振本应与他一同辞职，以要挟民众大会升任赤门噶伦为司伦。但是，热振直接接受了赤门的辞职。赤门就此离开了噶厦，他也因此精神失常，经常穿着白裙在拉萨街头跳舞。
1954年，赤门逝世。